# Кім Мін Тхе
Кім Мін Тхе (кор. 김민태(金眠泰, нар. 26 листопада 1993) — південнокорейський футболіст, півзахисник клубу «Консадолє Саппоро».
Виступав, зокрема, за клуб «Вегалта Сендай», а також олімпійську збірну Південної Кореї.

## Клубна кар'єра
Вихованець університетської команди Кванвоон.
У дорослому футболі дебютував 2015 року виступами за команду клубу «Вегалта Сендай», в якій провів один сезон, взявши участь у 19 матчах чемпіонату. 
До складу клубу «Консадолє Саппоро» приєднався 2017 року. Відтоді встиг відіграти за команду із Саппоро 12 матчів в національному чемпіонаті.

## Виступи за збірну
2016 року захищав кольори олімпійської збірної Південної Кореї. У складі цієї команди провів 1 матч. У складі збірної — учасник футбольного турніру на Олімпійських іграх 2016 року у Ріо-де-Жанейро.

## Титули і досягнення
- Володар Кубка Джей-ліги (1):

«Наґоя Ґрампус»: 2021